# 687 v.Chr.
Het jaar 687 v.Chr. is een jaartal volgens de christelijke jaartelling.

## Gebeurtenissen

### Palestina
- Koning Manasse (687 - 642 v.Chr.) regeert over de vazalstaat Juda.

## Overleden
- Hizkia, koning van Juda